# 南緑八郎
南 緑八郎（みなみ ろくうはちろう、1923年9月7日 - 2005年4月27日）は、日本の経営者。
新潟日報社社長を務めた。新潟県出身。

## 経歴
1946年に立命館大学を卒業し、1949年に新潟日報社に入社。1976年に取締役に就任し、1983年に常務、1988年に専務を経て、1990年から1992年までに社長を務めた。
2002年11月22日解離性大動脈瘤のために死去。79歳没。